# Loxophlebia broteas
Loxophlebia broteas là một loài bướm đêm thuộc phân họ Arctiinae, họ Erebidae.